# مانويل ماريرو كروز
مانويل ماريرو كروز (مواليد 11 يوليو 1963) هو سياسي كوبي يشغل حاليًا منصب رئيس وزراء كوبا، وهو الأول منذ أن قامت كوبا بإحياء منصب رئيس الوزراء في ديسمبر 2019 بعد إلغاء المنصب لمدة 43 عامًا من 1976 إلى 2019. وكان آخر رئيس وزراء قبل الإلغاء في 1976 كان فيدل كاسترو.